# Kommt ein Vogel geflogen
Kommt ein Vogel geflogen ist ein Volks- und Liebeslied, das im Original vermutlich in niederösterreichischer Mundart gesungen wurde. Durch spätere Bearbeitungen wurde es auch zu einem Kinderlied.

## Geschichte
Bereits 1807 hatte Johann Strolz zwei Strophen des Liedes, allerdings mit einer anderen Melodie, im Tiroler Dialekt veröffentlicht. Bekannt wurde das Lied durch Aufführungen der Liederposse Die Wiener in Berlin von Karl von Holtei (Uraufführung Berlin 1824); die Anmerkung „in bekannter Weise“ im Textbuch deutet darauf hin, dass die Melodie damals bereits bekannt war. Von Holtei dürfte das Lied in Wien gehört haben.
Von Holtei hat in Die Wiener in Berlin auch zwei Gesangsstücke aus der Zauberoper Aline von Adolf Bäuerle (Text) und Wenzel Müller (Musik) verwendet. Vermutlich daher rührt der bis heute weit verbreitete Irrtum, auch das Lied Kommt a Vogerl geflogen stamme von Bäuerle und Müller. In der gedruckten Fassung von Aline (1826) ist das Lied jedoch nicht enthalten.
Die Melodie weist Ähnlichkeiten mit dem Volkslied Und die Würzburger Glöckli auf, das jedoch erst ab 1830 überliefert ist. Möglicherweise gehen beide Melodien auf einen gemeinsamen Vorläufer zurück.

## Originaltext (Theaterlied)
Der älteste Textzeuge, Karl von Holteis Posse von 1824, ist in stilisierter österreichischer Mundart verfasst, deren Unzulänglichkeiten dem preußischen Autor bewusst waren:

„Alle Wiener, denen dies Buch in die Hände fällt, bitte ich tausendmal um Verzeihung für die Verstümmelung ihres lieblichen Dialekts. Ich fühle mein Unvermögen, die anmuthigen Klänge, – die besonders in dem Munde der Weiber so bezaubernd ertönen – nachzuahmen. Ich und mein Berliner Setzer wir sind nicht im Stande, dies Ziel zu erreichen und wir bitten deshalb die Augen zuzudrücken.“

Welche Textanteile Holtei vorfand, und welche von ihm ergänzt wurden, ist nicht genau bekannt. Mit hoher Wahrscheinlichkeit stammt von ihm die fünfte Strophe, die nur im inhaltlichen Zusammenhang des Bühnenstücks Sinn ergibt. Die zweite, kraftmeierisch anmutende Strophe, wird in vielen Drucken weggelassen.
Im Originaltext aus dem 19. Jahrhundert geht es im Gegensatz zur verbreiteten Kinderliedfassung nicht um die Mutter, sondern um die Freundin („Diandl“, „Schatzerl“: das junge Mädchen, die Geliebte):
Kimmt a Vogerl’ geflogen,

Setzt si nieder auf mein Fuß,

Hat a Zetterl im Goschl

Und vom Diandl an’n Gruß.

Und a Büchserl zum Schießen

Und an Straußring zum Schlag’n,

Und a Diandl zum Lieben

Muß a frischer Bub’ hab’n.

Hast mi allweil vertröstet

Auf die Summeri-Zeit;

Und der Summer is kumma,

Und mei Schatzerl is weit.

Daheim is mei Schatzerl,

In der Fremd bin ich hier,

Und es fragt halt kei Katzerl,

Kei Hunderl nach mir.

In der Fremd’ sein d’ Wiena

Und d’ Wiena sein harb,

Machen traurige Mienen,

Weil’s Muetterli starb.

Liebes Vogerl flieg weiter,

Nimm Gruß mit und Kuß!

Und i kann di nit begleit’n,

Weil i hier bleiben muß.
Viele im 19. Jahrhundert gedruckte Fassungen scheinen auf Holteis Überlieferung oder dessen Vorlage zu beruhen. Darüber hinaus existieren auch noch weitere Versionen.

## Bekanntheit heute (Kinderlied)
Der Text des Liedes wurde im 20. Jahrhundert (nachgewiesen ab ca. 1911) verändert, wodurch das ursprüngliche Thema verloren ging. So findet sich bei Johann Lewalter und Georg Schläger eine Fassung als bewegtes Singspiel, in der der Gruß von der Mutter abgesendet wurde. Der heute als Kinderlied verbreitete Text lautet:
Kommt ein Vogel geflogen,

setzt sich nieder auf mein’ Fuß,

hat ein’ Zettel im Schnabel,

von der Mutter ein’ Gruß.

Lieber Vogel, fliege weiter,

nimm ein Gruß mit und ein Kuss,

denn ich kann dich nicht begleiten,

weil ich hier bleiben muss.

## Bearbeitungen
Siegfried Ochs schrieb humoristische Variationen über das Lied ’s kommt ein Vogel geflogen im Stil bekannter Komponisten: Johann Sebastian Bach, Joseph Haydn, Wolfgang Amadeus Mozart, Johann Strauss (Sohn), Giuseppe Verdi, Charles Gounod, Richard Wagner (Band 1, 1878), Ludwig van Beethoven, Giacomo Meyerbeer, Felix Mendelssohn Bartholdy, Frédéric Chopin, Robert Schumann, Johannes Brahms (Band 2, 1879).
Amy Beach zitierte das Lied in ihrer Tyrolean Valse-Fantaisie op. 116 (1911).
In der Schweiz ist das Kinderlied mit anderem Text als Roti Rösli im Garte bekannt.